# Victor Wiklund
Victor Wiklund, född 1 mars 1874, död 1 oktober 1933 i Johannes församling, Stockholm, var en svensk pianist och musikpedagog. Han var bror till Adolf Wiklund.
Wiklund studerade vid Kungliga Musikkonservatoriet 1891–1894. Han var pianolärare vid Richard Anderssons musikskola 1896–1904 och vid musikkonservatoriet 1904–1933, från 1918 som professor. Han var dirigent för Musikföreningen i Stockholm 1915–1924.
Han invaldes som ledamot nr 530 av Kungliga Musikaliska Akademien den 24 februari 1910 och tilldelades 1920 Litteris et Artibus. Victor Wiklund är begravd på Norra begravningsplatsen utanför Stockholm.